# Brosville
Brosville és un municipi francès situat al departament de l'Eure i a la regió de Normandia. L'any 2007 tenia 639 habitants.

## Demografia

### Població
El 2007 la població de fet de Brosville era de 639 persones. Hi havia 226 famílies, de les quals 44 eren unipersonals (28 homes vivint sols i 16 dones vivint soles), 91 parelles sense fills, 83 parelles amb fills i 8 famílies monoparentals amb fills.
La població ha evolucionat segons el següent gràfic:
Habitants censats

### Habitatges
El 2007 hi havia 276 habitatges, 230 eren l'habitatge principal de la família, 25 eren segones residències i 21 estaven desocupats. 268 eren cases i 4 eren apartaments. Dels 230 habitatges principals, 193 estaven ocupats pels seus propietaris, 28 estaven llogats i ocupats pels llogaters i 9 estaven cedits a títol gratuït; 2 tenien una cambra, 6 en tenien dues, 30 en tenien tres, 47 en tenien quatre i 146 en tenien cinc o més. 170 habitatges disposaven pel capbaix d'una plaça de pàrquing. A 82 habitatges hi havia un automòbil i a 138 n'hi havia dos o més.

### Piràmide de població
La piràmide de població per edats i sexe el 2009 era:
| Homes | Edats   | Dones |
| ----- | ------- | ----- |
| 0     | 95 o +  | 0     |
| 4     | 90 a 94 | 8     |
| 0     | 85 a 89 | 12    |
| 4     | 80 a 84 | 12    |
| 12    | 75 a 79 | 12    |
| 8     | 70 a 74 | 8     |
| 4     | 65 a 69 | 16    |
| 20    | 60 a 64 | 0     |
| 12    | 55 a 59 | 8     |
| 32    | 50 a 54 | 20    |
| 16    | 45 a 49 | 16    |
| 28    | 40 a 44 | 48    |
| 16    | 35 a 39 | 16    |
| 28    | 30 a 34 | 12    |
| 12    | 25 a 29 | 24    |
| 16    | 20 a 24 | 16    |
| 24    | 15 a 19 | 8     |
| 24    | 10 a 14 | 20    |
| 32    | 5 a 9   | 24    |
| 8     | 0 a 4   | 4     |

## Economia
El 2007 la població en edat de treballar era de 410 persones, 321 eren actives i 89 eren inactives. De les 321 persones actives 294 estaven ocupades (159 homes i 135 dones) i 27 estaven aturades (13 homes i 14 dones). De les 89 persones inactives 34 estaven jubilades, 28 estaven estudiant i 27 estaven classificades com a «altres inactius».

### Ingressos
El 2009 a Brosville hi havia 232 unitats fiscals que integraven 652 persones, la mediana anual d'ingressos fiscals per persona era de 20.020 €.

### Activitats econòmiques
Dels 22 establiments que hi havia el 2007, 1 era d'una empresa alimentària, 1 d'una empresa de fabricació d'altres productes industrials, 5 d'empreses de construcció, 4 d'empreses de comerç i reparació d'automòbils, 1 d'una empresa de transport, 2 d'empreses d'hostatgeria i restauració, 2 d'empreses d'informació i comunicació, 1 d'una empresa financera, 1 d'una empresa immobiliària, 2 d'empreses de serveis i 2 d'entitats de l'administració pública.
Dels 7 establiments de servei als particulars que hi havia el 2009, 1 era un taller de reparació d'automòbils i de material agrícola, 1 fusteria, 2 lampisteries, 1 empresa de construcció, 1 restaurant i 1 agència immobiliària.
Dels 2 establiments comercials que hi havia el 2009, 1 era una botiga de menys de 120 m² i 1 una fleca.
L'any 2000 a Brosville hi havia 10 explotacions agrícoles que ocupaven un total de 228 hectàrees.

## Equipaments sanitaris i escolars
L'únic equipament sanitari que hi havia el 2009 era un hospital de tractaments de mitja durada (seguiment i rehabilitació).
El 2009 hi havia una escola elemental integrada dins d'un grup escolar amb les comunes properes formant una escola dispersa.

## Poblacions més properes
El següent diagrama mostra les poblacions més properes.